# Vache II Mamicônio
Vache II Mamicônio (em armênio/arménio: Վաչե Բ Մամիկոնյան) foi um nobre armênio do século IV.

## Nome
O nome Vache (Vačʻē) tem origem iraniana e é uma abreviação dos nomes relacionados Vachaque (Վաչակ, Vachak) e Vachagã (Վաչագան, Vačʻagan). Em sua forma longa, deriva do persa médio waččag, que significa "jovem, criança, novato filhote".

## Vida
A filiação de Vache é disputada. Para Christian Settipani, era filho de Artavasdes II, filho de Vache I, enquanto para Cyril Toumanoff, era filho de Amazaspes, um suposto filho de Artavasdes II. É citado na obra de Fausto, o Bizantino, segundo a qual o rei Varasdates (r. 374–378) nomeou-o chefe da família Mamicônio com a morte de Musel I, filho de Vasaces I e neto de Artavasdes II, em 374/378. Em 378, quando Manuel, filho de Musel I, retorna de seu exílio no Império Sassânida, Vache abdica de sua posição e lhe concede todas as honrarias devidas. Foi o próprio Vache que recebeu Manuel e seu irmão Cosme quando voltam do exílio.